# Versus Evil
Versus Evil est une société américaine spécialisée dans l'édition de jeux vidéo localisée à Austin (Texas).

## Historique
Versus Evil a été fondé par Steve Escalante et a édité ses premiers jeux en 2014.

## Jeux Édités
| Année | Titre                                    | Plateforme(s)                                                                           |
| ----- | ---------------------------------------- | --------------------------------------------------------------------------------------- |
| 2013  | The Banner Saga: Factions                | Microsoft Windows, OS X                                                                 |
| 2014  | The Banner Saga                          | Microsoft Windows, OS X, Linux, iOS, Android, PlayStation 4, PlayStation Vita, Xbox One |
| 2014  | Dragons and Titans                       | Microsoft Windows, OS X, Linux                                                          |
| 2014  | Habitat: A Thousand Generations in Orbit | Microsoft Windows, OS X, Linux, PlayStation 4                                           |
| 2015  | Toren                                    | Microsoft Windows, OS X, PlayStation 4                                                  |
| 2015  | Guild of Dungeoneering                   | Microsoft Windows                                                                       |
| 2015  | Kyn                                      | Microsoft Windows, PlayStation 4, PlayStation Vita                                      |
| 2015  | Armikrog                                 | Microsoft Windows, OS X, Linux, PlayStation 4, Xbox One                                 |
| 2015  | Skyshine's Bedlam                        | Microsoft Windows, OS X                                                                 |
| 2015  | Afro Samurai 2: Revenge of Kuma          | Microsoft Windows, PlayStation 4                                                        |
| 2016  | The Banner Saga 2                        | Microsoft Windows, PlayStation 4, Xbox One                                              |
| 2016  | Armikrog                                 | Wii U, PlayStation 4, Xbox One                                                          |
| 2017  | Antihero                                 | Microsoft Windows, OS X, iOS, Android                                                   |
| 2017  | Faeria                                   | Microsoft Windows, OS X, Linux, Nintendo Switch, PlayStation 4, Xbox One                |
| 2018  | Pillars of Eternity II: Deadfire         | Microsoft Windows, OS X, Linux, PlayStation 4, Xbox One                                 |
| 2018  | The Banner Saga 3                        | Microsoft Windows, OS X, Nintendo Switch, PlayStation 4, Xbox One                       |
| 2019  | At Sundown: Shots in the Dark            | Microsoft Windows, OS X, Linux, Nintendo Switch, PlayStation 4, Xbox One                |
| 2019  | Pillars of Eternity: Complete Edition    | Nintendo Switch                                                                         |
| 2021  | First Class Trouble                      | Microsoft Windows, OS X, Linux, PlayStation 4, PlayStation 5                            |